# Division I 1984-1985 (pallacanestro maschile)
La Division I 1984-1985 è stata la 53ª edizione del massimo campionato belga di pallacanestro maschile. La vittoria finale è stata appannaggio dell'Ostenda.

## Risultati

### Stagione regolare
|     | Squadra           | G  | V  | P  | PF | PS | Pt. | Qualificazione          |
| --- | ----------------- | -- | -- | -- | -- | -- | --- | ----------------------- |
| 1.  | Ostenda           | 26 | 25 | 1  |    |    | 50  | playoff                 |
| 2.  | Racing Mechelen   | 26 | 19 | 7  |    |    | 38  | playoff                 |
| 3.  | Express Merksem   | 26 | 16 | 10 |    |    | 32  | playoff                 |
| 4.  | Italo Gent        | 26 | 16 | 10 |    |    | 32  | playoff                 |
| 5.  | Aarschot          | 26 | 16 | 10 |    |    | 32  |                         |
| 6.  | Standard Liegi    | 26 | 14 | 12 |    |    | 28  |                         |
| 7.  | RUS Mariembourg   | 26 | 13 | 13 |    |    | 26  |                         |
| 8.  | Spirale Verviers  | 26 | 13 | 13 |    |    | 26  |                         |
| 9.  | Hellas Gent       | 26 | 12 | 14 |    |    | 24  |                         |
| 10. | Maccabi Etterbeek | 26 | 12 | 14 |    |    | 24  |                         |
| 11. | Andenne           | 26 | 9  | 17 |    |    | 18  |                         |
| 12. | Avanti Brugge     | 26 | 8  | 18 |    |    | 16  | spareggio retrocessione |
| 13. | Duvel Willebroek  | 26 | 8  | 18 |    |    | 16  | spareggio retrocessione |
| 14. | Royal Anderlecht  | 26 | 1  | 25 |    |    | 2   | retrocesso              |

### Spareggio retrocessione
| Squadra 1     | Risultato | Squadra 2        |
| ------------- | --------- | ---------------- |
| Avanti Brugge | 71 - 82   | Duvel Willebroek |

### Playoff
|  | Semifinali | Semifinali      | Semifinali |                 |    | Finale  | Finale | Finale |  |
|  |            |                 |            |                 |    |         |        |        |  |
|  | 1.         | Ostenda         | 2          |                 |    |         |        |        |  |
|  | 1.         | Ostenda         | 2          |                 |    |         |        |        |  |
|  | 4.         | Italo Gent      | 0          |                 |    |         |        |        |  |
|  | 4.         | Italo Gent      | 0          |                 | 1. | Ostenda | 3      |        |  |
|  |            |                 |            |                 | 1. | Ostenda | 3      |        |  |
|  |            |                 | 2.         | Racing Mechelen | 0  |         |        |        |  |
|  | 2.         | Racing Mechelen | 2.         | Racing Mechelen | 0  | 2       |        |        |  |
|  | 2.         | Racing Mechelen |            |                 |    |         |        |        |  |
|  | 3.         | Express Merksem | 1          |                 |    |         |        |        |  |

| Division I 1984-1985 |
| -------------------- |
| Ostenda 5º titolo    |

## Formazione vincitrice
| N° | Naz.              | Ruolo | Sportivo   |  | Alt. |  |
| -- | ----------------- | ----- | ---------- |  | ---- |  |
|    | Belgio (bandiera) | A     | Rik Samaey |  | 202  |  |